# Discaria pubescens
Discaria pubescens är en brakvedsväxtart som först beskrevs av Adolphe-Théodore Brongniart, och fick sitt nu gällande namn av George Claridge Druce. Discaria pubescens ingår i släktet Discaria och familjen brakvedsväxter. Inga underarter finns listade i Catalogue of Life.